# اولوشن (کشتی حرفه‌ای)
اِوُلوشِن (به انگلیسی: Evolution) یک تیم با شخصیت منفی در کشتی حرفه‌ای است که بین سال‌های ۲۰۰۳ تا ۲۰۰۵ بود که اعضای آن را رندی اورتن، باتیستا و تریپل اچ با همراهی ریک فلِیر تشکیل می‌دادند. هر یک از اعضای گروه، نماد بهترین در زمان خود بودند؛ گذشته: (ریک فلِیر)، حال: (تریپل اچ)، آینده: (رندی اورتن و باتیستا). این گروه در راو ۱۴ آوریل ۲۰۱۴، دوباره زنده شد؛ البته فلِیر در آن حضور نداشت.
در راو بعد از رسلمانیا XXX، تریپل اچ دنیل براین را وادار کرد تا در همان شب از کمربند دبلیودبلیوئی سنگین‌وزن جهان خود در برابر وی دفاع کند. با این حال، محافظان سابق تریپل اچ یعنی گروه شیلد، ضد او برخاستند و به وی حمله‌ور شدند تا مسابقه او بدون برنده باشد و دنیل برایون کمربند خود را حفظ کند.

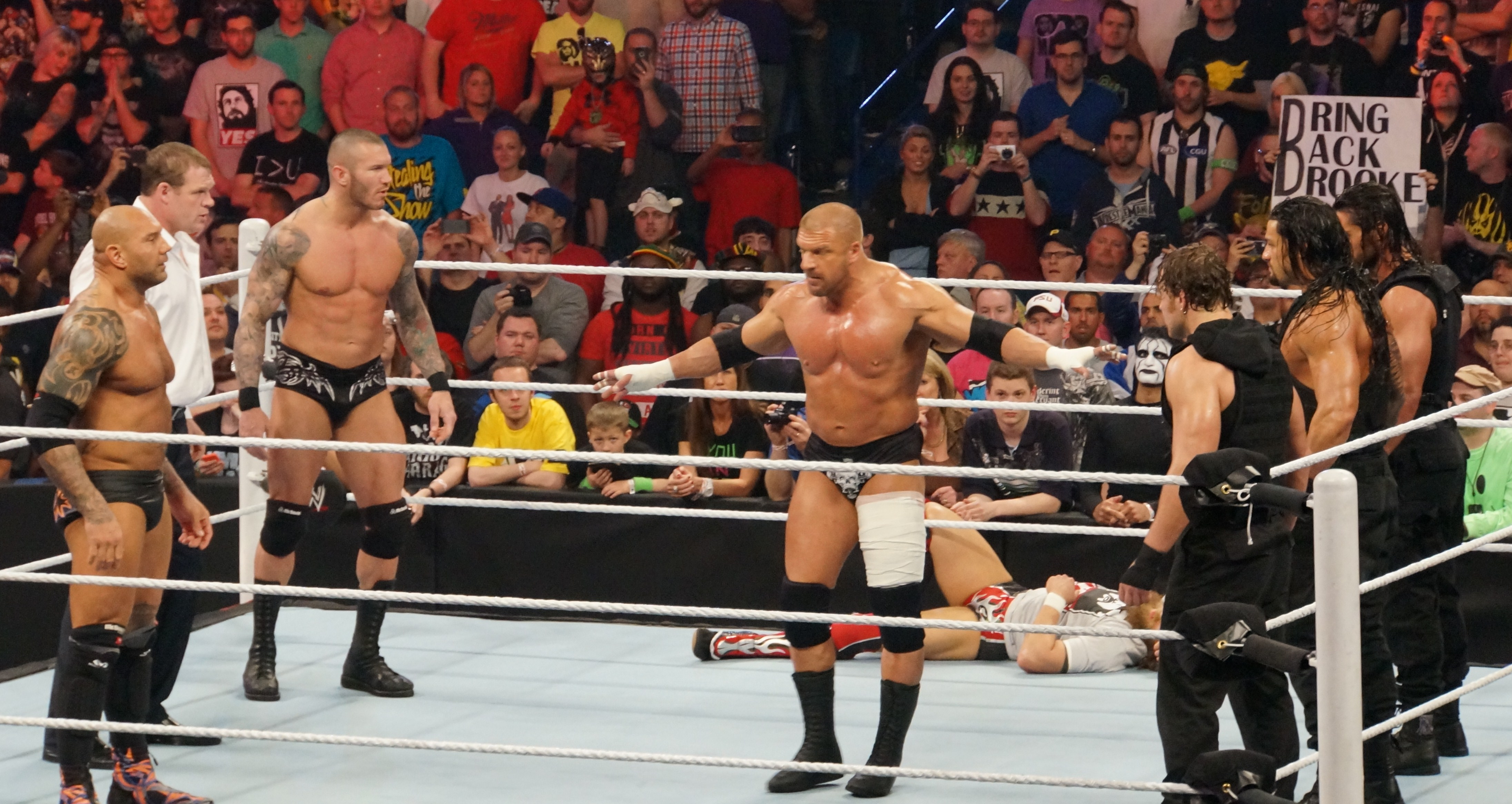
اوولوشِن به همراه کین در مقابل شیلد

این باعث شد تا تریپل اچ، گروه منحل شده تحول یا گروه اِوُلوشِن را زنده کند. در اسمک‌داون ۱۸ آوریل، تریپل اچ به‌طور رسمی اعلام کرد که گروه شیلد باید در اکستریم رولز مقابل گروه تحول قرار بگیرد. گروه شیلد در اکستریم رولز، طی مسابقه‌ای خاطره‌انگیز موفق به شکست اوولوشن شدند ولی تریپل اچ برای انتقام از آنها، در راو شب بعد، دین امبروز را در یک مسابقه بتل رویال 20 نفره قرار داد تا از کمربند ایالات متحده خود دفاع کند؛ امبروز با تلاش فراوان و باقی ماندن در رینگ تا آخرین لحظه، سرانجام از شیمس که در رینگ باقی مانده بود شکست خورد و کمربندش را بعد از 351 روز از دست داد. امبروز به همراه یارانش در گروه شیلد در مسابقه اصلی راو هم با خانواده وایت مبارزه کردند و در حالی‌ که به پیروزی نزدیک بودند ناگهان گروه تحول وارد میدان شدند و تمرکز شیلد را به‌هم زدند تا بری وایت موفق شود فن تمام‌کننده خود یعنی سیستر اَبیگِیلز کیس(به انگلیسی: Sister Abigail's Kiss) را روی رومن رینز اجرا کند و برنده مسابقه شود. سپس گروه تحول به شیلد حمله کردند و با اجرای فن خودِ شیلد یعنی تریپل پاوِربام(به انگلیسی: Triple Power Bomb) روی رِینز، شیلد را کوچک کردند. آن‌ها در Payback دوباره مقابل شیلد قرار گرفتند ولی باختند. در راء بعد از pay back تریپل اچ ادامه درگیری گروه خود با شیلد را اعلام کرد ولی باتیستا به نشانه اعتراض شرکت را ترک کرد. در همان شب هنگامی که شیلد داخل رینگ بود تریپل اچ و رندی اورتون وارد سالن شدند. تریپل اچ گفت: همیشه راه دومی هم هست. ناگهان رالینز با صندلی به هم تیمی‌های خود حمله کرد و با اینکار اعلام کرد که رسماً عضو اولوشن شده است. او با خیانت به شیلد باعث شد این گروه به صورت غیر رسمی نابود شود. رالینز گفت: از این به بعد به دنبال آرزوهای خود در دنیای کشتی حرفه‌ای می‌رود.